# Martinice u Onšova
Martinice u Onšova – gmina w Czechach, w powiecie Pelhřimov, w kraju Wysoczyna. 1 stycznia 2014 liczyła 57 mieszkańców.